# Tytomyia flinti
Tytomyia flinti är en insektsart som beskrevs av Bo Tjeder och Christer Hansson 1992. Tytomyia flinti ingår i släktet Tytomyia och familjen fjärilsländor. Inga underarter finns listade i Catalogue of Life.